# Сергеј (надбискуп)
Сергеј је вјероватно био надбискуп Бара око 1110. године. 

## Епитаф
Из епитафа узиданог у катедралу св. Ђорђа, а који гласи: „Овдје почива Архиепископ Сергеј“, зна се да је негдје у првим деценијама устоличавања барске арцибисупије Сергеј био надбискуп.